# 坎塔利切
坎塔利切（義大利語：Cantalice），是意大利列蒂省的一个市镇。总面积37.71平方公里，人口2835人，人口密度75.2人/平方公里（2009年）。ISTAT代码为057009。